# Münchsdorf (Roßbach)
Münchsdorf ist ein Gemeindeteil der Gemeinde Roßbach im niederbayerischen Landkreis Rottal-Inn. 

## Lage
Das Pfarrdorf Münchsdorf liegt an der Kollbach im Isar-Inn-Hügelland zwei Kilometer südwestlich von Roßbach an der Staatsstraße 2115.

## Geschichte
Meginhardesdorf geht auf einen Meginhard zurück, der 773 den dritten Teil seiner Besitzungen hier dem Kloster Mondsee schenkte.
In der Folge kamen die Grafen von Ortenburg in den Besitz von Münchsdorf. Graf Heinrich von Ortenburg überließ es 1370 pfandweise an Friedrich von Stachel von Stacheleck. Von diesem fiel es um 1411 durch Erbschaft an die Herren von Cramer, von diesen ebenfalls durch Erbschaft 1477 an die Seiboldsdorfer, die es in der 2. Hälfte des 16. Jahrhunderts an den kurfürstlich geheimen Rat und Hofkammerpräsidenten Johann Mandel Freiherrn von Deutenhofen verkauften.
Im Besitz der freiherrlichen Mandelschen Familie blieb Münchsdorf bis zum Jahre 1816, als Anton Freiherr von Mandel es an die Gräfin von Deroi, geborene Freiin von Hertling, Witwe von Bernhard Erasmus von Deroy, verkaufte. Diese überließ es um 1824 dem Freiherrn von Tautphöus, Direktor der königlichen Regierung des Unterdonaukreises. Von dieser Familie kaufte es um 1837 der königliche Regierungsdirektor Georg Ritter von Greiner, von dem es nach kurzer Zeit an den Staatsrat von Maurer kam. Seit Mitte des 19. Jahrhunderts besitzen die Freiherrn von Aretin das Schloss mit dem Schlossgut. Das Patrimonialgericht Münchsdorf wurde 1848 vom Staat eingezogen.
1877 wurde die Filialkirche St. Michael erbaut, die mit der Verlegung des Pfarrsitzes von Obergrafendorf nach Münchsdorf 1977 Pfarrkirche der Pfarrei Münchsdorf wurde.
Die Gemeinde Münchsdorf wurde im Zuge der Gebietsreform zunächst am 1. Januar 1972 um die Nachbargemeinde Thanndorf und Gebietsteile von Sattlern vergrößert, am 1. Mai 1978 jedoch in die neue Gemeinde Roßbach eingegliedert.

### Schulgeschichte
Ein Schreiben der Gutsherrschaft zu Münchsdorf an den König von Bayern vom Jahr 1743 berichtet über den ersten Schulmeister in Münchsdorf. Die Wohnstube des Mesners wurde als Schulzimmer eingerichtet. Im Jahr 1802 wurde die Schulpflicht eingeführt und zum Schulort der Pfarrschule wurde nicht das damalige Pfarrdorf Obergrafendorf, sondern Münchsdorf wegen der zentralen Lage und größeren Einwohnerzahl bestimmt. Im Frühjahr 1805 wurde mit dem Bau eines Schulhauses begonnen und dazu mit Erlaubnis der Landesdirektion von Baiern und des Kirchenadministrationsrates vom 6. und 16. August 1804 die Demolierung der Filialkirche genehmigt, um das Material zum Schulzimmerbau zu verwenden. Mit Rechtsverordnung der Regierung von Niederbayern vom 20. Juni 1969 wurde die katholische Bekenntnisschule Münchsdorf aufgelöst.

## Sehenswürdigkeiten
- Schloss Münchsdorf. Der zweigeschossige Bau bildet eine quadratische Anlage mit einem Satteldach und Giebeln aus den Jahren 1836/1837. In der Mitte der Front liegt das Portal, das direkt zum Treppenhaus führt. Das renovierungsbedürftige Schloss ist im Besitz derer von Aretin.
- Pfarrkirche St. Michael. Das 1877 erbaute neuromanische Bauwerk enthält neben neuromanischen Teilen Werke von Wolf Hirtreiter aus dem Jahr 1980.

## Bildung und Erziehung
- Kindergarten St. Michael. Träger: Pfarr-Caritas der Gemeinde Roßbach e. V.